# Kommunalwahlen in Osttimor 2009

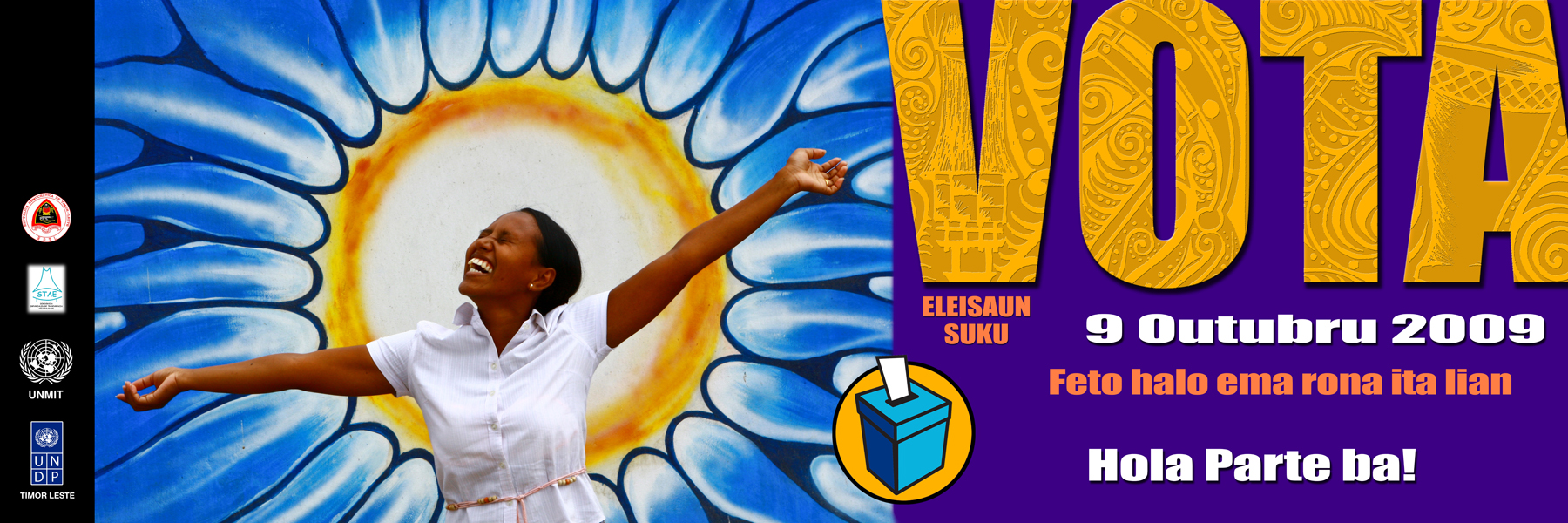
Aufruf zur stärkeren Beteiligung von Frauen an den Kommunalwahlen 2009

Bei den Kommunalwahlen in Osttimor 2009 wurden am 9. Oktober 2009 zum zweiten Mal nach 2004/2005 im seit 2002 unabhängigen Osttimor die Mitglieder des Suco-Rates, die Chefes de Aldeia und die Chefes de Suco von der Bevölkerung gewählt.
Sucos sind die kleinste Verwaltungseinheit des Landes. Ihm stehen ein gewählter Rat und dessen Vorsitzender, der Chefe de Suco vor. Mitglieder des Rates sind die Chefes de Aldeias. Aldeias sind Dorfgemeinschaften, die keine klaren geographischen Grenzen innerhalb der Sucos haben. Weitere Mitglieder des Suco-Rates sind zwei Frauen, zwei Jugendliche (einer von jedem Geschlecht) und der Lian Nain (deutsch Besitzer des Wortes), eine traditionelle Autoritätsperson.
Die Bevölkerung zeigte sich vor der Wahl interessiert. 97 % wollten laut einer Umfrage an der Wahl teilnehmen. Allerdings waren nur 62 % der Einwohner der Meinung, sie könnten ihre politische Meinung in ihrem Heimatort frei äußern; 24 % sagen, dies sei bei ihnen nicht der Fall. Als Hauptquelle für politische Information geben 31 % das Radio, 27 % das Fernsehen, 13 % Freunde und Nachbarn, 9 % lokale Führungspersönlichkeiten und 3 % Zeitungen an.
Obwohl offiziell keine Parteien antraten, beanspruchte die FRETILIN, Osttimors größte Partei, den Sieg in diesen Wahlen für sich. Ihre Kandidaten hätten sich am häufigsten durchgesetzt. Es gibt keine offiziellen Statistiken, anhand derer man diese Aussage überprüfen könnte.